# Katholischer Friedhof (Braunschweig)

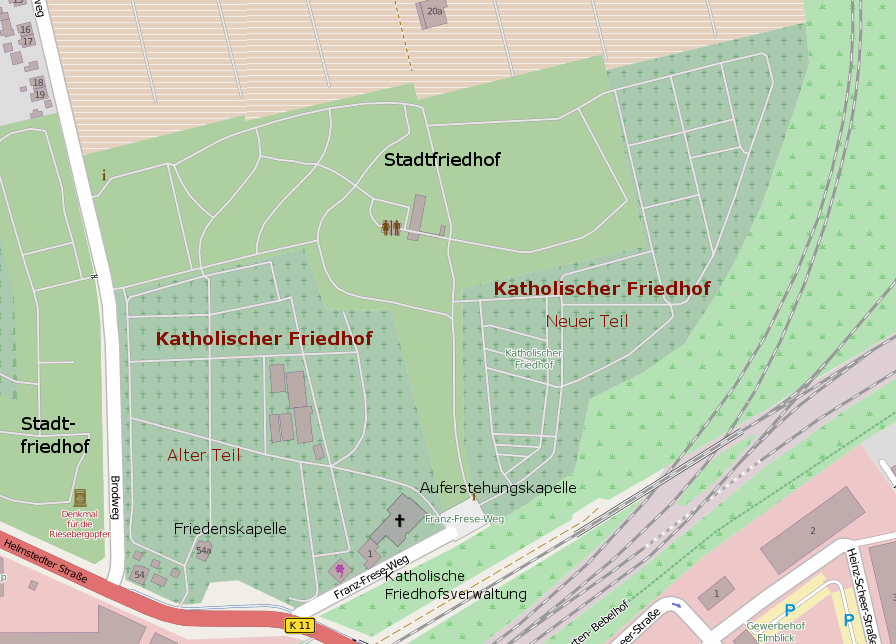
Plan des Katholischen Friedhofs

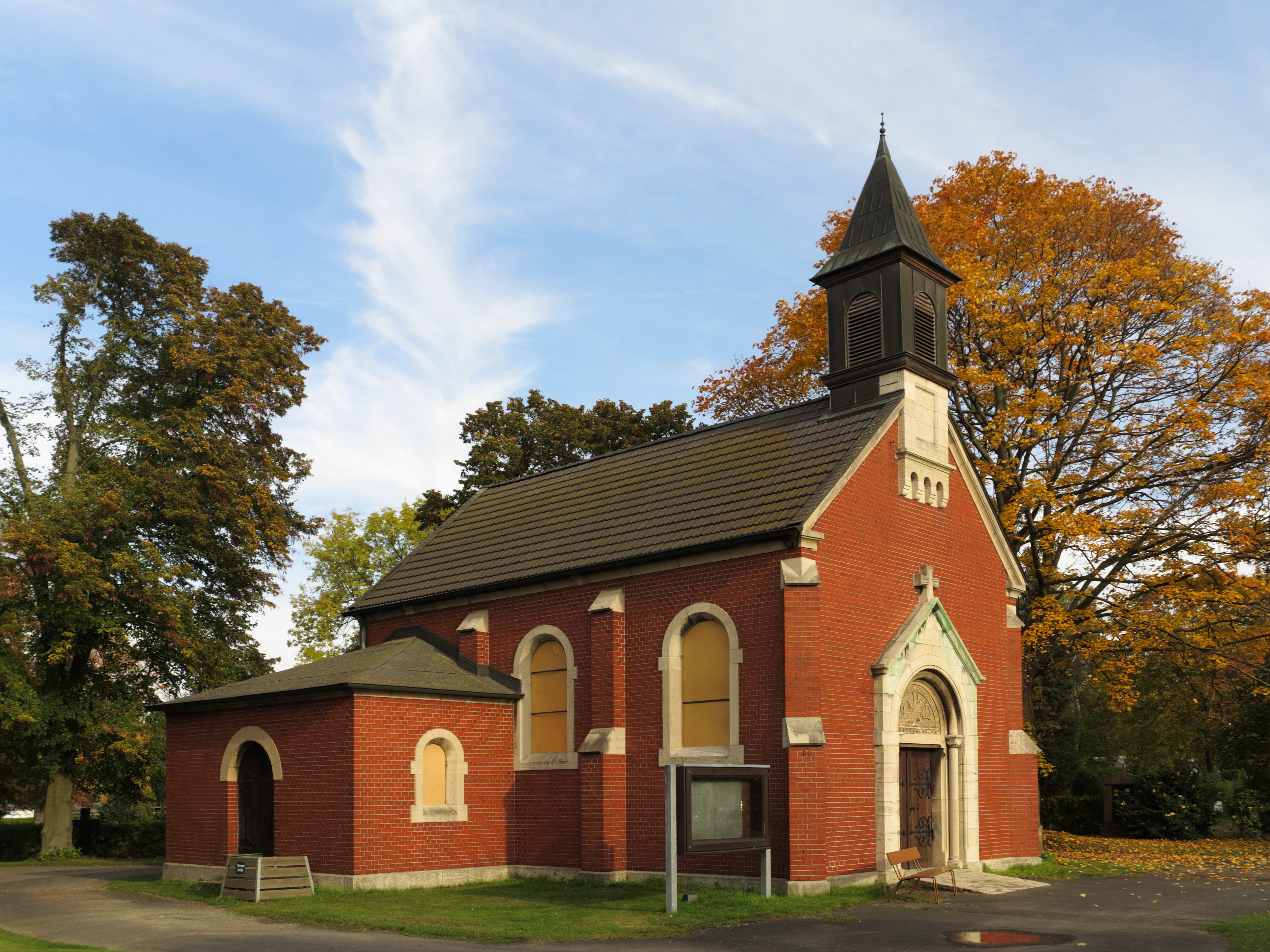
Friedenskapelle (ehemalige Friedhofskapelle)

Der Katholische Friedhof in Braunschweig befindet sich an der Helmstedter Straße. Er befindet sich in Trägerschaft der römisch-katholischen Pfarrgemeinde St. Aegidien. Der Katholische Friedhof wurde 1901 eröffnet und grenzt an den Stadtfriedhof und liegt östlich des evangelischen Hauptfriedhofs. Er ist heute 8,47 Hektar groß. Der Friedhof ist letzte Ruhestätte bekannter Persönlichkeiten. Auf der Anlage des Friedhofs befinden sich die Katholische Friedhofsverwaltung, die Auferstehungskapelle und die Friedenskapelle, die ehemalige katholische Friedhofskapelle aus dem Jahr 1901. Das Katholische Friedhofsamt befindet sich am Spohrplatz. Die Friedenskapelle ist Sitz der Gedenkstätte für Opfer von Krieg und Gewaltherrschaft, Braunschweiger Friedhöfe e.V.

## Geschichte
Die Nicolaigemeinde (die heutige Gemeinde St. Aegidien), die erste römisch-katholische Kirchengemeinde in Braunschweig seit der Reformation, wurde 1708 gegründet. Der Friedhof der 1712 fertiggestellten Nicolaikirche befand sich ab 1713 direkt an der Kirche zwischen Friesenstraße und Sandweg (heute Magnitorwall). Dieser Friedhof konnte bis 1796 genutzt werden. 1797 erfolgte die Anlage eines neuen Friedhofs an der Hochstraße außerhalb der Stadttore. 1901 war der Friedhof vollständig belegt und wurde für weitere Bestattungen geschlossen.
1901 wurde der neue Katholische Friedhof in der Nähe des Hauptfriedhofs von 1887 angelegt. Der Dechant Karl Grube hatte dazu ein etwa 3,5 Hektar großes Gelände an der Helmstedter Straße östlich des Brodwegs für die Bestattung der Katholiken erworben. Der Friedhof wurde am 1. November 1901 geweiht. Ebenfalls im November 1901 fand die erste Bestattung statt. 1901 wurde auch die katholische Friedhofskapelle errichtet. Das Gelände lag damals noch außerhalb der Stadtgrenzen Braunschweigs im Landkreis Braunschweig. Erst mit der Stadterweiterung von 1934 befand sich der Friedhof auf städtischem Boden.
Im August 1957 begann man mit der Erweiterung des Katholischen Friedhofs. Mit der Friedhofsordnung vom Oktober 1958 wurden neue Richtlinien in der Gestaltung der Grabmale, der Bepflanzung und der gesamten Friedhofsanlage geschaffen. Ziel dieser Ordnung war vor allem die Schaffung eines naturverbundenen Friedhofs. Von 1973 bis 1974 wurde eine neue größere Friedhofskapelle errichtet: Die Auferstehungskapelle. Sie bietet Platz für 165 Trauergäste. Sie wurde am 16. Mai 1974 geweiht. Die Funktion der alten Friedhofskapelle wurde aufgehoben.
2000 erhielt die Auferstehungskapelle ein farbiges Giebelfenster mit einem Hoffnungsbild, das durch den Diakon und Kirchenkünstler Claus Kilian entworfen wurde. Die ehemalige Friedhofskapelle wurde im August 2001 zur Friedenskapelle umgewidmet. In ihr befindet sich seitdem die Gedenkstätte für Opfer von Krieg und Gewaltherrschaft und ein Ausstellungsraum für themenbezogene Veranstaltungen. Sie wurde am 26. Juni 2001 der Öffentlichkeit übergeben. Zudem wurde ein Friedenspfad durch alle an der Helmstedter Straße befindlichen Friedhöfe angelegt, der Gräber und Denkmale der Opfer und Gefallenen des nationalsozialistischen Regimes und des Zweiten Weltkriegs erschließt. Das Konzept wurde durch einen 1997 gegründeten Arbeitskreis erarbeitet. Die Patenschaft über die Gedenkstätte wird von einer Schule jeweils für ein Jahr übernommen.

## Grabmale und Bestattete

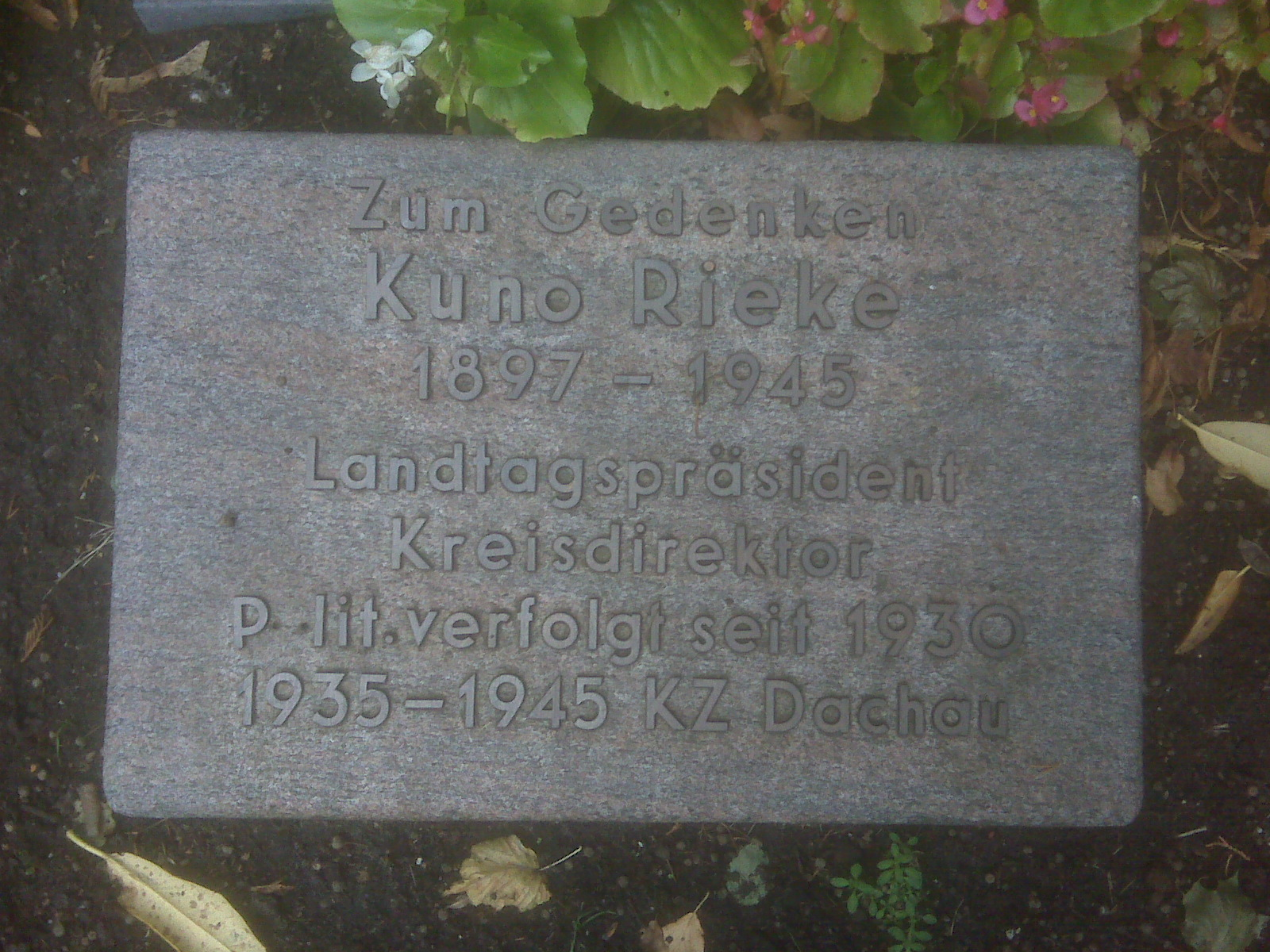
Gedenkplatte für Kuno Rieke

- Odilo Braun OP (1899–1981), Dominikanerpater und Widerstandskämpfer gegen das nationalsozialistische Regime
- Hans Herloff Inhoffen (1906–1992), deutscher Biologe und Chemiker
- Hartmut Scupin (1931–1996), deutscher Politiker, Oberbürgermeister der Stadt Braunschweig

Ferner befindet sich auf dem Friedhof eine Erinnerungstafel für Kuno Rieke (1897–1945 im KZ Dachau), deutscher Politiker, Präsident des Braunschweigischen Landtages von 1930 bis 1933.
Die Dominikaner des Klosters St. Albertus Magnus haben eine gemeinsame Grabstätte auf dem Friedhof.
Auf dem Friedhof ruhen insgesamt 244 Tote des Zweiten Weltkrieges und der nationalsozialistischen Gewaltherrschaft. Fünf Sintigräber mit einer Erinnerungstafel erinnern an ermordete Sinti. Auf dem Gräberfeld der anonymen Kreuze befinden sich 56 aus Beton gegossene Ehrenmale in Form von Kreuzen, die an 201 ausländische Zwangsarbeiterinnen und -arbeiter aus verschiedenen Ländern Europas erinnern, die durch Zwangsarbeit oder Bombenangriffe in Braunschweig umkamen.